# Giorgio Biandrata

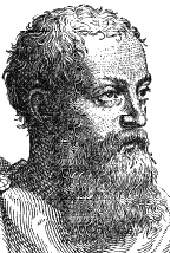
Giorgio Biandrata

Giovanni Giorgio Biandrata, lat.: Blandrata (* 1516 in Saluzzo, Piemont; † 1588 in Siebenbürgen) war ein italienischer Arzt, Diplomat und einer der Mitbegründer der unitarischen Kirchen in Polen (Polnische Brüder) und Siebenbürgen (Unitarische Kirche Siebenbürgen).

## Leben und Wirken
Giovanni Giorgio Biandrata war das dritte Kind des Adligen Bernardino Biandrata von San Fronte. Die Familie blickte auf eine lange Tradition als Gegner der katholischen Kirche, aber auch als Förderer von Häretikern, zurück. Erste Schulen besuchte Biandrata in seiner Heimatstadt Saluzzo, dann ging er nach Montpellier, um Medizin zu studieren. Er wurde dort am 15. November 1530 immatrikuliert, und er schloss am 15. November 1533 ab. 1534 studierte er in Pavia weiter und 1538 in Bologna und spezialisierte sich in Gynäkologie. 1539 wurde er bekannt, weil er ein Teilwerk von Aristoteles und von Ludovico Bonaccioli veröffentlicht hatte, das den Titel Gynaeceorum ex Aristotele et Bonaciolo a Georgio Blandrata medico Subalpino noviter excerpta de fecundatione, gravitate, partu et puerperio trug. Dieses Buch war der aus Italien stammenden polnischen Königin Bona Sforza und ihrer Tochter Isabella Jagiellonica, der Ehefrau von Johann Zápolya, dem Herrscher Siebenbürgens und König Ungarns, gewidmet.
Die Beziehungen zum polnischen Hof hatte ein gewisser Fridericus Hunnandinus Transylvanus vermittelt. So wurde Biandrata 1540 an den polnischen Hof von Sigismund I. in Krakau als persönlicher Arzt der Königin Bona Sforza gerufen. Dort blieb er bis 1544, dann zog er weiter nach Alba Iulia, wo die junge Witwe Isabella und ihr Sohn Hans Sigismund residierten. Er blieb dort bis 1552 als Leibarzt und persönlicher Berater. 1551 musste die Königin Siebenbürgen verlassen. Giorgio Blandrata folgte der Königin nicht nach Polen, sondern kehrte im Sommer 1552 über Wien nach Mailand und nach Mestre zurück. 1553 wurde er nach Wien gerufen, um beim Prozess wegen Mord am Kardinal Georg Martinuzzi vom 17. Dezember 1551, der vom Nunzius Girolamo Martinengo geführt wurde, auszusagen. Danach ließ er sich in Pavia nieder.
1556 ging er nach Genf, um seine religiösen Ansichten freier leben zu können. Dort wurde er zum Anhänger von Johannes Calvin. Am 4. November 1557 erhielt das Bürgerrecht. Weil er sich mit Calvin wegen seines Antitrinitarismus zerstritt, floh er 1558 über Bern, Zürich und Basel nach Pińczów in Polen, wo einige Gleichgesinnte lebten und wirkten. Da ihm Calvin auch dort noch nachstellen ließ, zog er Ende 1562 nach Siebenbürgen zum Fürsten Johann Sigismund Zápolya, der ihn zu seinem Leibarzt machte, wobei Biandrata dabei ein Vermögen erwarb. Hier erreichte er, dass die Unitarier ihren Gottesdienst frei ausüben durften, wurde zum Geheimrat erhoben und gewann bedeutenden Einfluss, den er auch nach 1571 unter Johann Sigismunds römisch-katholischem Nachfolger Stephan Báthory behielt.
Nach einigen Berichten kehrte Biandrata damals zur Kommunion mit der römisch-katholischen Kirche zurück. Er war es jedenfalls, der nach einigen vergeblichen Vermittlungsversuchen durch Fausto Sozzini den radikalen Antitrinitarier Franz Davidis wegen Ketzerei anklagte, der dann im Gefängnis starb.
Der Jesuit Jacob Wujek berichtet, Biandrata sei durch seinen Neffen Giorgio, Sohn des Alfonso, im Mai 1588 im Schlaf erwürgt worden.
Innerhalb des Unitarismus vertrat Biandrata zusammen mit Fausto Sozzini eine theologisch moderate Linie und lehnte im Gegensatz zu den Nonadoranten um Franz Davidis die Anbetung Christi nicht ab. Zu seinen Werken gehören neben einem Antitrinitarischen Glaubensbekenntnis einige theologische Abhandlungen und sozinianische Streitschriften.

## Werke
- Gynaeceorum ex Aristotele et Bonaciolo a Georgio Blandrata medico Subalpino noviter excerpta de fecundatione,gravitate,partu et puerperio, Argentinae 1539.
- Vincenzo Malacarne: Commentario delle opere e delle vicende di G. B. nobile saluzzese, Padua 1814, S. 79 f.: Consultatio de promovenda fecundidate et de cura graviditatis,puerperii et primae natorum infantiae; Cimezia muliebria; Aenneas Bonacioli compendiata a Georgio Blandrata.